# Sadurki (gromada)
Sadurki – dawna gromada, czyli najmniejsza jednostka podziału terytorialnego Polskiej Rzeczypospolitej Ludowej w latach 1954–1972.
Gromady, z gromadzkimi radami narodowymi (GRN) jako organami władzy najniższego stopnia na wsi, funkcjonowały od reformy reorganizującej administrację wiejską przeprowadzonej jesienią 1954 do momentu ich zniesienia z dniem 1 stycznia 1973, tym samym wypierając organizację gminną w latach 1954–1972.
Gromadę Sadurki z siedzibą GRN w Sadurkach utworzono – jako jedną z 8759 gromad na obszarze Polski – w powiecie puławskim w woj. lubelskim na mocy uchwały nr 14 WRN w Lublinie z dnia 5 października 1954. W skład jednostki wszedł obszar dotychczasowej gromady Czesławice (bez miejscowości Ludwinów-Czesławice) oraz miejscowości Dąbrowa-Cynków, Czesławice kol., Sadurki wieś, Sadurki stacja kolejowa i Wymysłów z dotychczasowej gromady Sadurki ze zniesionej gminy Nałęczów w tymże powiecie. Dla gromady ustalono 16 członków gromadzkiej rady narodowej.
30 czerwca 1963 do gminy Sadurki przyłączono wieś Cynków oraz kolonie Antopol i Bochotnica z osiedla Nałęczów w tymże powiecie.
1 stycznia 1969 gromadę zniesiono, włączając jej obszar do gromady Piotrowice w tymże powiecie.